# Horber Schienen-Tage

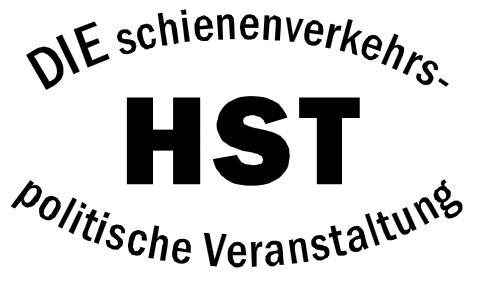
Logo der Horber Schienen-Tage

Die Horber Schienen-Tage (abgekürzt HST) sind eine Schienenverkehrs-Fachtagung, die von 1983 bis 2019 sowie 2022 jährlich Mitte November (vom Buß- und Bettag bis zum darauffolgenden Sonntag) in Horb am Neckar stattfand.

## Geschichte

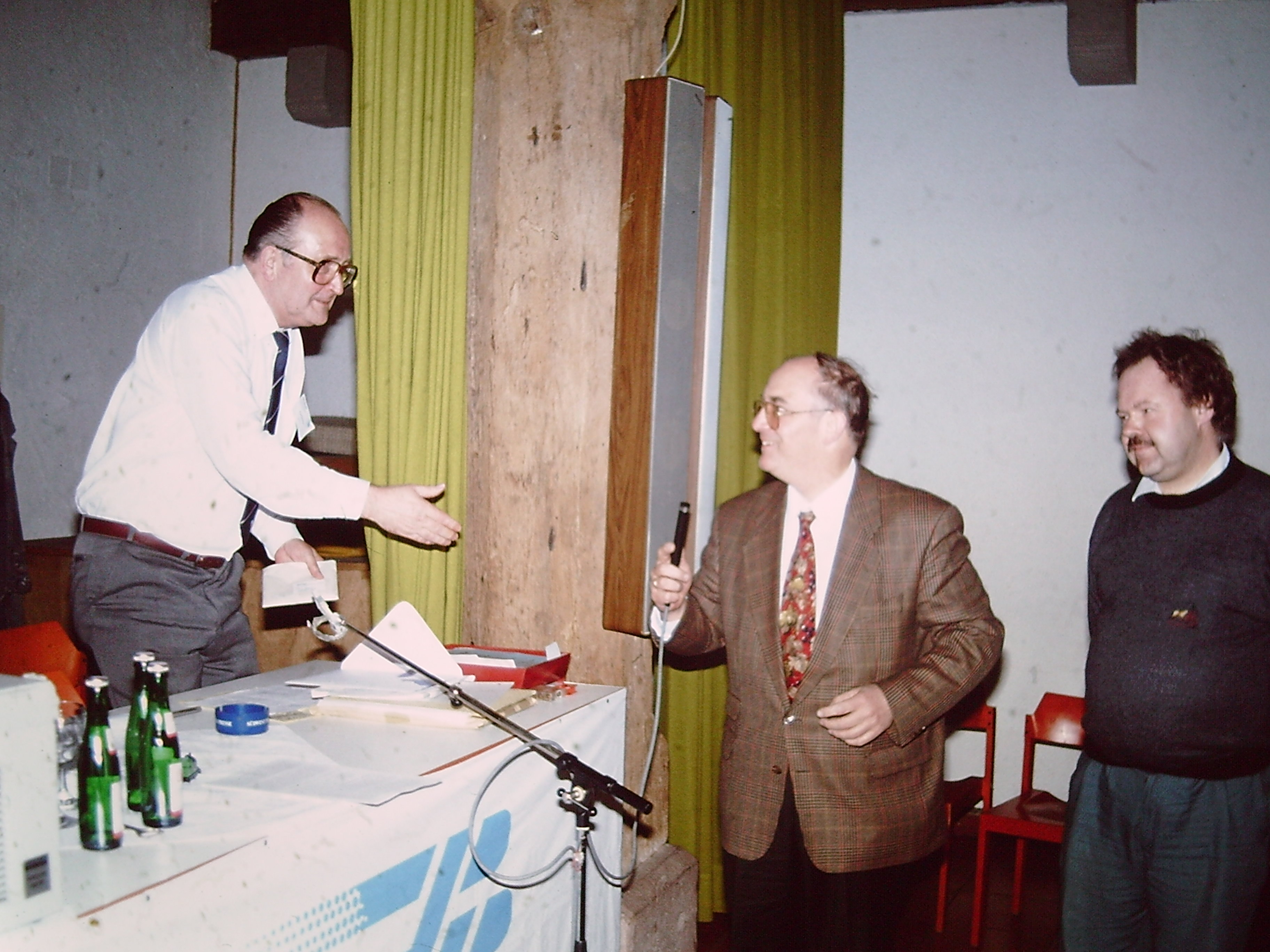
Bei den Horber Schienen-Tagen 1992: Kurt Bielecki, Andreas Kleber und Karl-Peter Naumann

Die Horber Schienen-Tage wurden erstmals 1983 von Kurt Bielecki ausgerichtet. Um diese Zeit entstanden zahlreiche lokale und überregionale Initiativen, die die Förderung des Schienenverkehrs zum Ziel haben (zum Beispiel der Fahrgastverband Pro Bahn 1981 oder die Zeitschrift Schiene 1982). Diese und viele weitere nutzen die Horber Tagung als Treffpunkt und Plattform. 1986 erhielten die Horber Schienen-Tage dafür den Europäischen Umweltschutzpreis.
Bielecki, der später auch Vorsitzender von Pro Bahn wurde, leitete die Horber Schienentage bis zu seinem Tod 1999. Seitdem wird die Tagung von einem Team unter der Leitung von Rudolf Barth organisiert, der auch dem 2004 gegründeten Trägerverein HST e. V. vorsteht. Die Stadt Horb unterstützt die Tagung organisatorisch. 
2013 wurde außerhalb der Tagungen eine Fachexkursion zum Schienenverkehr in Tunesien angeboten. Eine weitere Exkursion nach Tunesien fand 2015 statt.
2020 und 2021 fanden die Horber Schienentage wegen der Corona-Pandemie erstmals in Form einer Videokonferenz statt.
2023 fand an Stelle der Horber Schienentage eine Exkursion zum Hamburger Hafen mit begleitendem Seminarprogramm statt. 2024 fand die Tagung nicht statt. Im November 2025 soll unter dem Namen Schienen-Tage eine zweitägige Veranstaltung in Meiningen stattfinden.

## Themen und Ziele
Die Vorträge beschäftigen sich mit allen Aspekten der Förderung des Schienenverkehrs (Personen- und Güterverkehr):
- Vorstellung erfolgreicher Bahnprojekte
- Verkehrspolitische Diskussionen
- Verkehrswende und Klimakrise[7]
- Infrastrukturausbau
- Innovative Bahntechnik
- Fahrplankonzepte
- Fahrgastbelange
- Kultur und Medien[8]

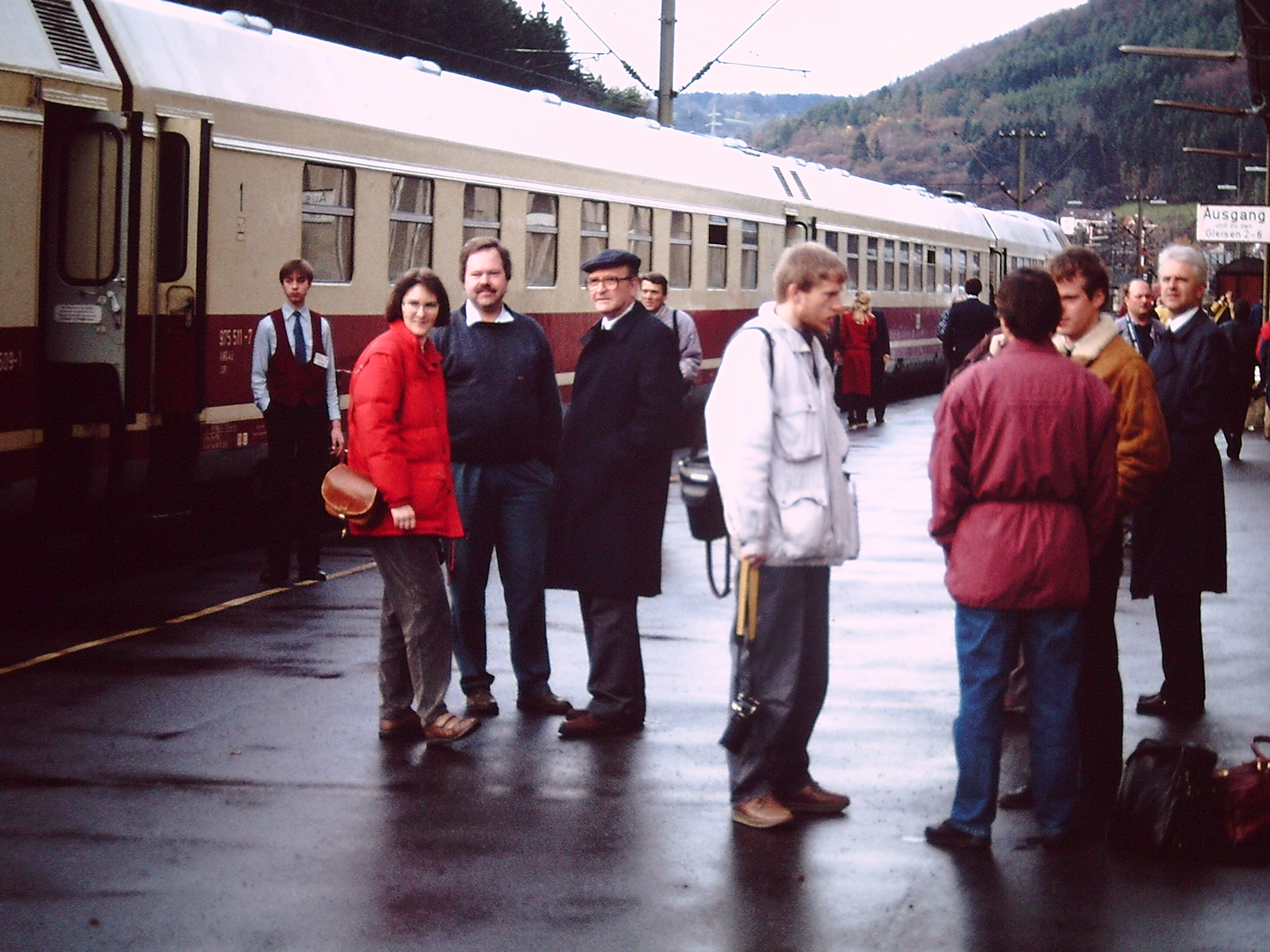
Exkursion der Horber Schienentage 1992 mit der DR-Baureihe VT 18.16

Ergänzt wird das Tagungsprogramm von Exkursionen, die vorbildhafte Projekte vorstellen oder Gelegenheit zur vertiefenden Diskussion bieten. Ziele waren neben vielen anderen die Durchmesserlinie Zürich, die Stadtbahn Karlsruhe, der Esslinger O-Bus oder auch das Europäische Parlament. 
Jährlich wird ein Förderpreis für herausragende Arbeiten auf wissenschaftlichem Gebiet vergeben, dieser ist mit einem Geldbetrag dotiert und wird auch auf der Tagung vorgestellt.
Die Beiträge der einzelnen Vorträge werden in einem zweibändigen gedruckten Tagungsband veröffentlicht.
Ziel der Horber Schienen-Tage ist die Fachdiskussion über alle Belange des Schienenverkehrs mit dem Ziel, den Schienenverkehr nachhaltig zu stärken und zu fördern. Durch den Erfahrungsaustausch zwischen Referenten und Tagungsteilnehmern gehen Impulse aus, die auch in einer "Horber Resolution" veröffentlicht werden.

## Zielgruppe
Kennzeichen der Horber Schienen-Tage ist, dass sie nicht auf eine eng umgrenzte Zielgruppe beschränkt sind, sondern Teilnehmer verschiedenster Herkunft miteinander ins Gespräch bringen:
- Interessierte Bürger,
- Engagierte Personen aus Bürgerinitiativen, Fahrgast- und Umweltverbänden,
- Politiker,
- Medienvertreter,
- Praktiker aus Verkehrsbetrieben und Behörden,
- Wissenschaftler und Studenten,
- Kinder und Jugendliche beim Jugendnahverkehrstag.

Regelmäßig nehmen etwa 200 Teilnehmer und vierzig Referenten teil.

## Referenten
Als Referenten treten in Horb Vertreter von Bestellerorganisationen, Verbänden und Bürgerinitiativen, Eisenbahnverkehrsunternehmen und Herstellern sowie Politiker, Wissenschaftler und Publizisten auf. Einige davon waren:

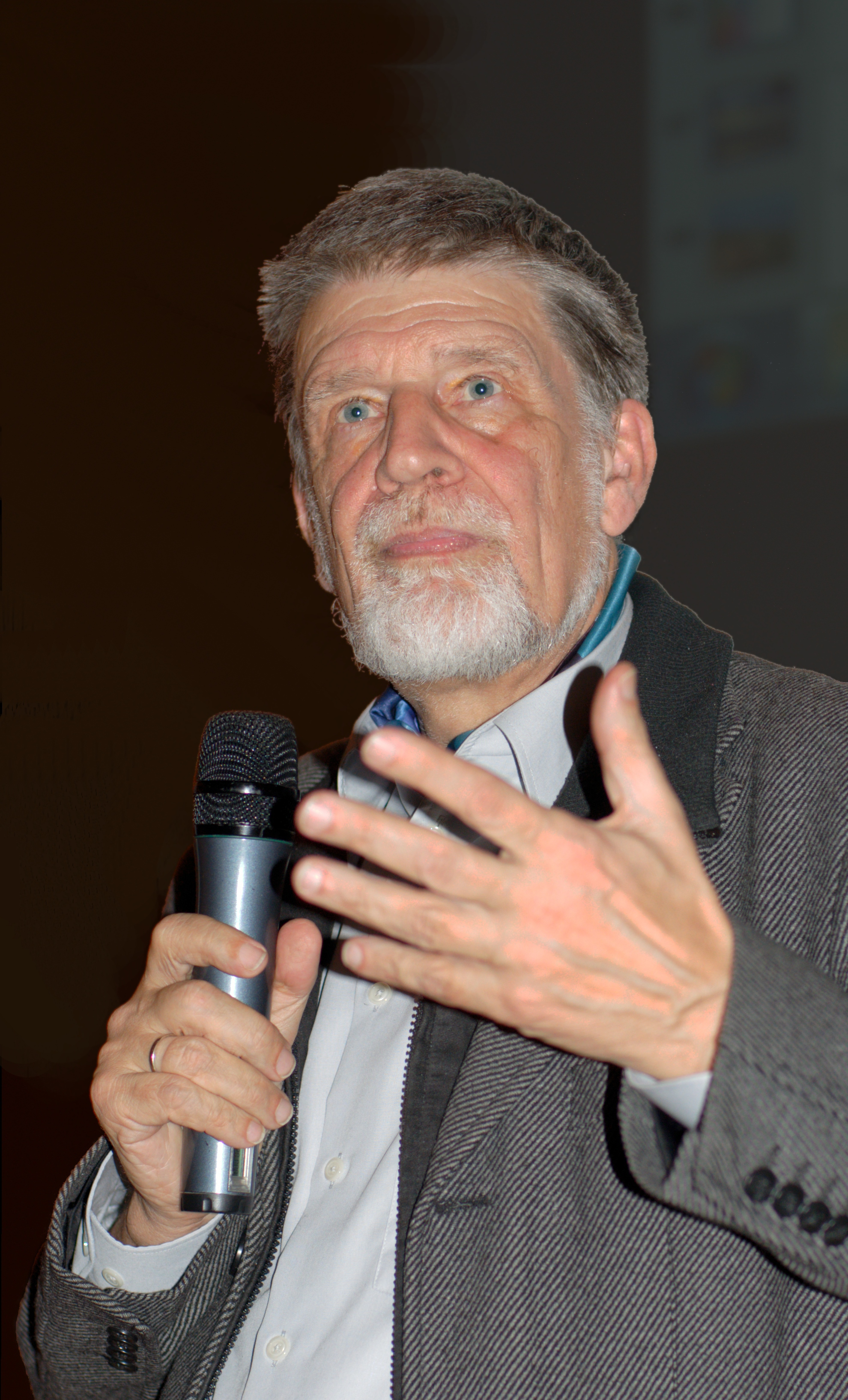
Karl-Dieter Bodack
- Martin Burkert
- Michael Cramer
- Klaus Gietinger
- Winfried Hermann
- Berthold Huber
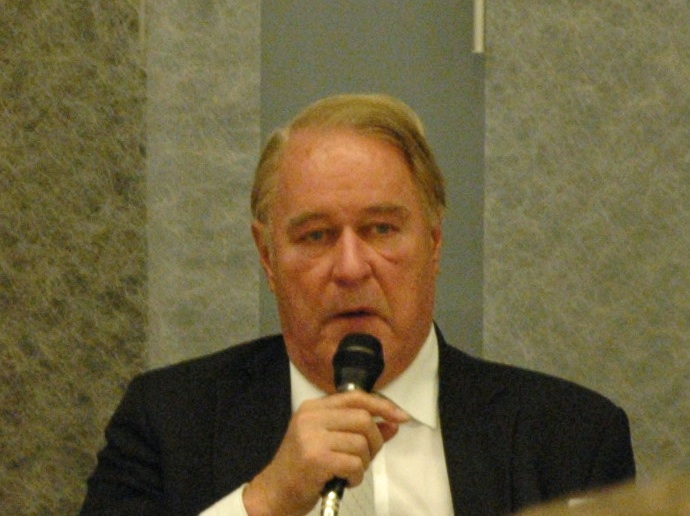
Dieter Ludwig
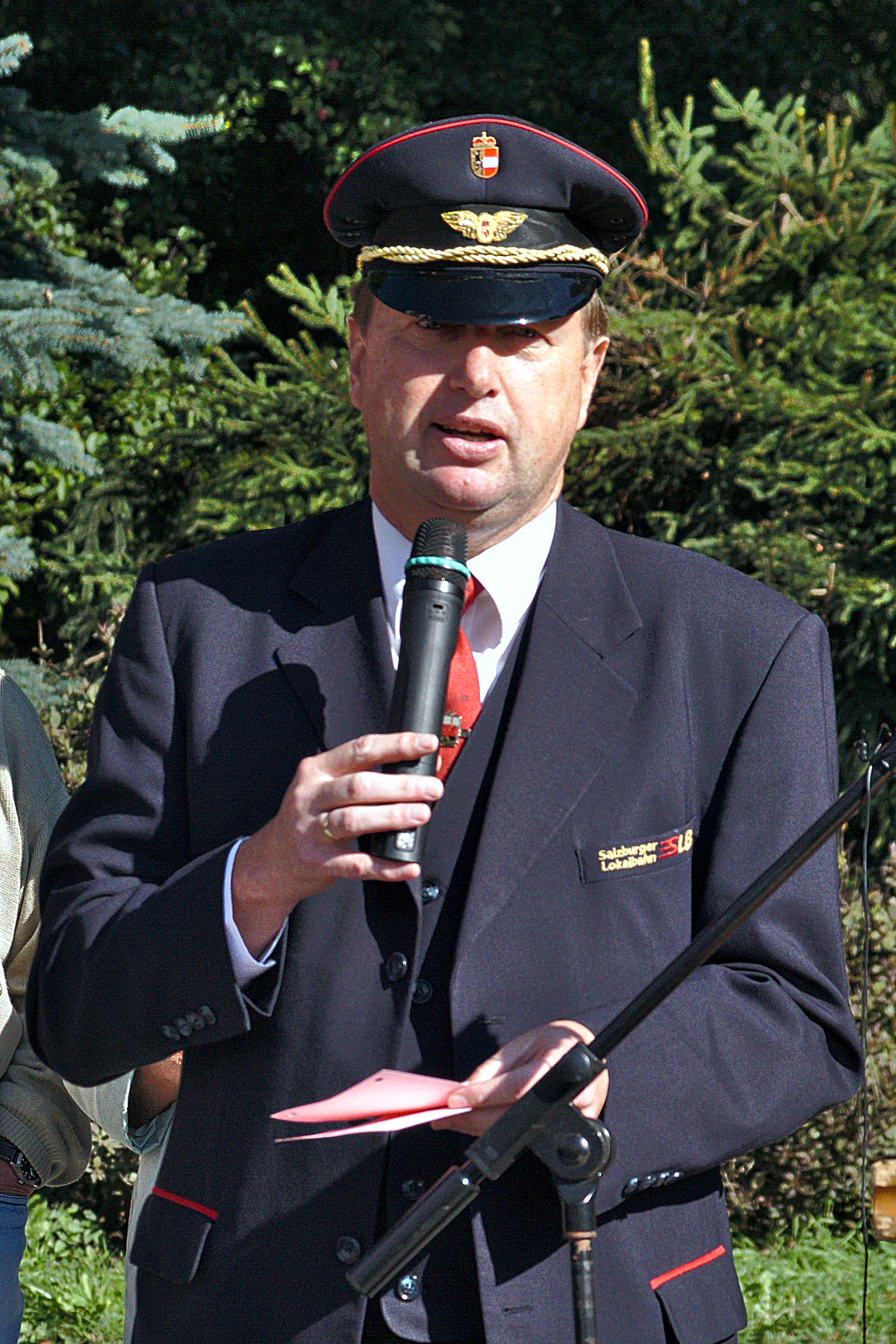
Gunter Mackinger
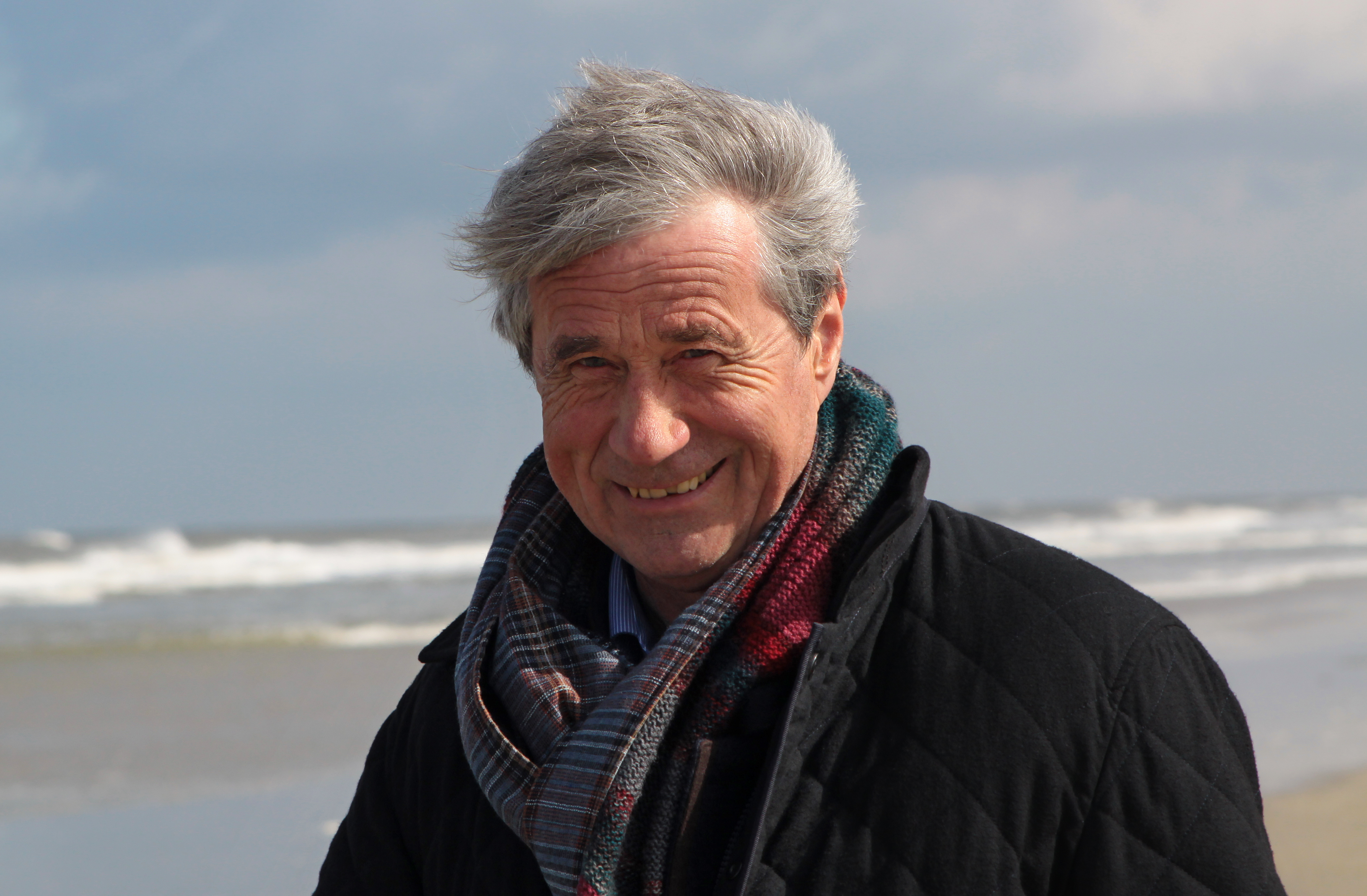
Heiner Monheim
- Karl-Peter Naumann
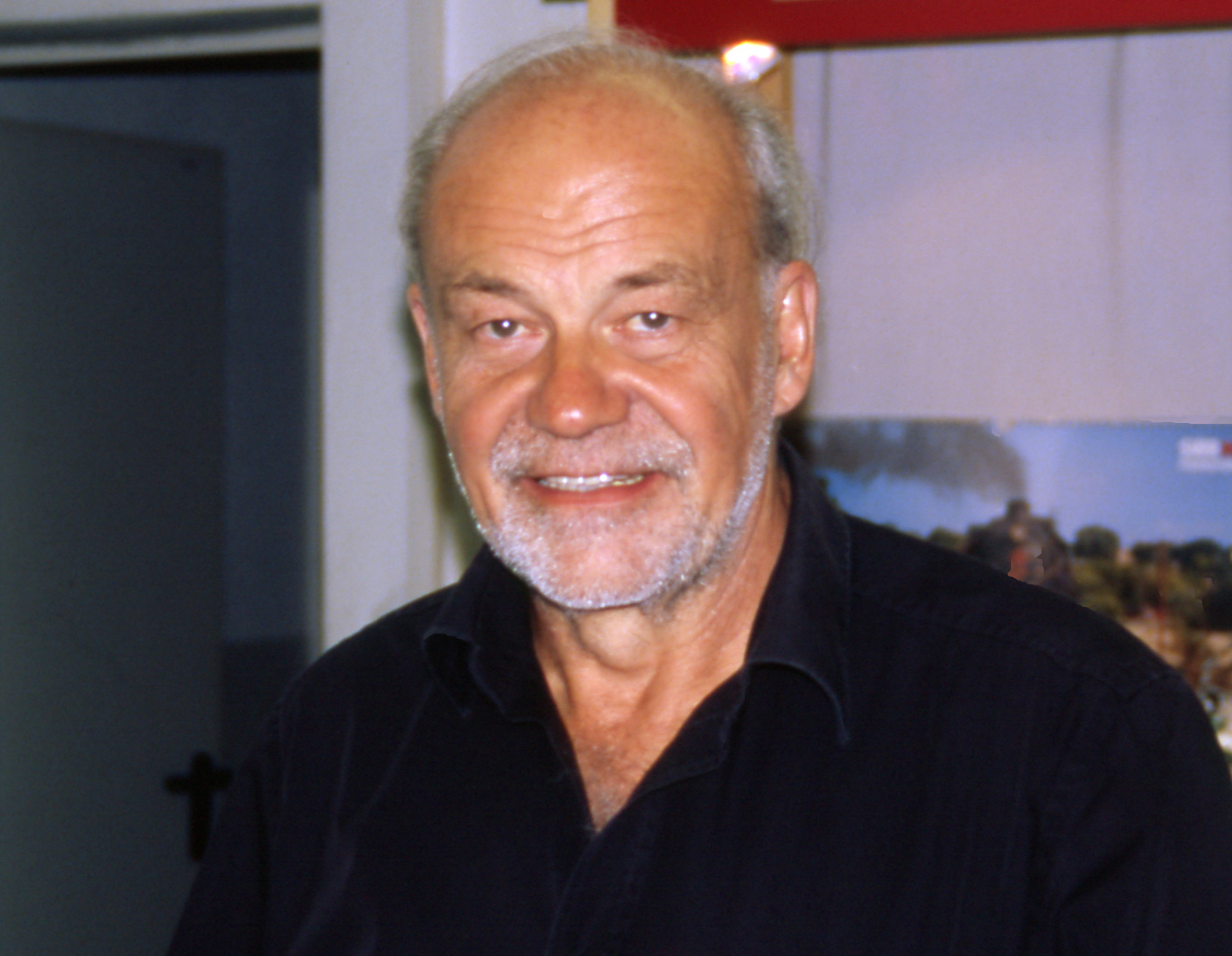
Hagen von Ortloff
- Erich Preuß
- Boris Palmer
- Konrad Schliephake
- Werner Schreiner
- Ernst Ulrich von Weizsäcker

- Karl-Dieter Bodack
- Dieter Ludwig
- Gunter Mackinger
- Heiner Monheim
- Hagen von Ortloff

## Jugendnahverkehrstag
Während der Horber Schienentage findet für Schüler aus Horb und Umgebung der Jugendnahverkehrstag statt, bei dem die Kinder und Jugendlichen am Bahnhof Horb die Bahn kennenlernen können. 

## Zukunft
Anfang 2014 wurde intern und in der örtlichen Presse die Zukunft der Horber Schienentage thematisiert, weil Veränderungen im Organisationsteam anstanden. Bei den Horber Schienen-Tagen im November 2014 wurde zur Diskussion gestellt, ob künftig andere Veranstaltungsformen wie beispielsweise kürzere Fachgespräche und Exkursionen gewählt werden sollten. Die Teilnehmer bestätigten die Fortsetzung als mehrtägige Tagung.
Die Horber Schienen-Tage werden weiterhin von einem ehrenamtlichen Team um Rudolf Barth mit Unterstützung der Stadt Horb als mehrtägige Veranstaltung durchgeführt.